# ایسوزو بلل
ایسوزو بلل (Isuzu Bellel) خودرویی است که در سال‌های ۱۹۶۱–۱۹۶۶تولید شده‌است. سیستم جعبه‌دندهٔ آن ۴ دنده به صورت دستی است.